# 白川麻衣
白川 麻衣（しらかわ まい）は、日本のAV女優。

## 略歴・人物
2016年6月、アイデアポケット専属女優としてAVデビュー。アイデアポケットからのデビュー100人目となる。

なお、「白川麻衣」のプロフィールは、1994年12月26日生、東京都出身、血液型:A型。ファンスタープロモーション所属。
2017年8月20日の公式ツイッターで、所属事務所をDINOに移し「中村日咲」に改名していたことを報告。
2018年中に「白雪麻衣（しらゆき まい）」に改名。
2021年6月、白川麻衣名義で、中国のアダルトビデオメーカーの作品に出演した。

## 出演作品

### アダルトDVD

#### 「白川麻衣」名義
2016年
- FIRST IMPRESSION 100 『こんな美少女がAV出演?』と思ってしまうお嬢様美少女 衝撃のAVデビュー! 怒涛の全8コーナー180分!（6月19日、アイデアポケット）
- 昇天4本番×一撃スマッシュ口内射精フェラ初ハメ撮り! 初ハメ撮り!初主観!初拘束!怒涛の180分!（7月19日、アイデアポケット）
- 美人女子校生と教師のイケナイ関係（8月19日、アイデアポケット）
- ちょっぴりツンデレな麻衣と僕の甘〜い同棲性活♥ 全編アナタ目線! 最高にエキサイティングで発情の毎日♡（9月19日、アイデアポケット）
- ヤリ過ぎセックス生ライブチャット 麻衣ログイン中 24時間超レア映像大放出!（10月25日、アイデアポケット）
- 白川ピンチ!「えっ、こんな場所で固定バイブ突っ込まれて!?」 過激な羞恥プレイ 固定バイブに顔を紅潮させながら喘ぎ絶頂!（11月25日、アイデアポケット）
- 奪われた僕の彼女 「オマエの彼女ヤラせろよ!」 目の前で寝取られ犯される美裸体…（12月25日、アイデアポケット）

2017年
- 飲酒解禁! どろ酔いセックス（2月1日、アイデアポケット）
- 激ピストン! 大絶頂!大潮噴き!（3月1日、アイデアポケット）
- 幽閉され躾られた白川麻衣 拘束されなすがまま大量ザーメンぶち撒けられる!!（4月1日、アイデアポケット）

#### 「中村日咲」名義
2017年
- 100%完全ガチ交渉! 噂の素人激カワ看板娘×PRESTIGE PREMIUM 03（6月23日、プレステージ）
- （素）シロウトTV×PRESTIGE PREMIUM 27（6月30日、プレステージ）
- 終電を逃し夜道を歩く美女を救済ナンパ!見返りお宅訪問お邪魔します… アナタの家にお邪魔しても大丈夫ですか? ついでにカメラの前でAVデビューしてみませんか?（8月7日、ナンパJAPAN）
- 夫の実家で起こった悲劇（8月3日、グローリークエスト）
- 近くのスーパーで働くお姉さんをSEX調教（8月25日、セレブの友）
- 相席居酒屋でナンパした仲良し2人組をお持ち帰り。コソコソHしていると隣の部屋にいるガードの堅い女友達はヤラせてくれるか 【其の20】（9月1日、変態紳士倶楽部）
- 完全盗撮 同じアパートに住む美人妻2人と仲良くなって部屋に連れ込んでめちゃくちゃセックスした件。 其の13（9月1日、変態紳士倶楽部）
- スマホの無料通話でセフレにエロ動画を要求され盗撮アプリで激イキオナニーを流出された素人女子 10名4時間（9月1日、変態紳士倶楽部）
- ナンパJAPAN史上初!バイト潜入ナンパ!! 都内某優良ピンサロにイケメン凄腕ナンパ師が1ヵ月間勤務! 片っ端からハメまくるバイト荒らしを完全盗撮モニタリングSP!!（9月1日、ナンパJAPAN）　※AV OPEN 2017 素人部門エントリー作品
- 突然できた若くてキレイな義母が裸族（9月7日、アイエナジー）
- ナンパTV×PRESTIGE 連れ込みSEX隠し撮り SELECTION 02（9月8日、プレステージ）※「ひなた」名義
- 映画鑑賞が趣味のインドア派ドMOL。 この女、可愛く生まれたのをいいことに裏ではSEXが死ぬほど好きな隠れヤリマン。（9月8日、S級素人）
- フェロモンむんむんで昔からイタズラ好きの母さんの妹が童貞の僕に勃起薬を飲ませて効き具合をお試ししてきた!? キキすぎちゃった甥っ子チ○ポは筆おろしだけじゃおさまらない鬼勃起した近親棒で何度も突き刺し絶倫交尾!!（9月22日、SCOOP）
- ガチナンパ! ド素人さんの恥じらいSEX! 「何度もイっちゃってるからぁもう止めてぇ!」 童貞くん筆下ろし全員中出しSP!（10月15日、ピーターズ）
- 120％リアルガチ軟派伝説 vol.53 in 名古屋（10月20日、プレステージ）※「まなつ」名義
- 父親が再婚して突然家族になった美人4姉妹とハロウィンパーティ!可愛いコスプレ姿でテンションブチアゲな彼女たちと王様ゲームをすることに!!「王様の言うことはぜった〜い♥」王様の命令で僕におっぱい見せつけたりキスしてきたり誘惑されて…Trick or Treat!?（10月20日、DOC）
- ケガ人の僕が介助をたのんだらボランティアの綺麗な人妻さんがやってきた!下着のラインがくっきりなピタパンで無意識に密着ケアしてくるので思わず超勃起しちゃってたまりすぎの精子をパンツ内におもらし!!（10月27日、SCOOP）
- 私…中イキしてみたい…。 今までSEXで中イキした事のない若妻保育士 一番のエロ下着に持参エプロン着たまま連続中イキで足腰ガックガク「もっともっと」とイキ乱れる（11月3日、DOC）
- マジックミラー号 胸元から覗くキレイな鎖骨! “おとな可愛い”オフショル女子の敏感美乳をこねくり回すオイルたっぷりリンパマッサージ! 火照ったカラダで超高感度なおマ○コがビン勃ちチ○ポでイキまくる! 10人6本番! in池袋（11月16日、SODクリエイト）※「ひろこ」名義
- 街行くお姉さんがはじめての逆ナンパ! 草食系男子をGETしてHなコトが出来たら即賞金!（12月15日、プレステージ）※「さやか」名義
- 姪っ子の微熱（12月19日、アタッカーズ）
- 犯られた隣の若妻 犯されながらも感じてしまう自分の妻の肉穴に嫉妬する程ボッキする夫の肉棒（12月21日、ヒビノ）
- 羞恥! ある日突然男女社員混合 強制OL健康診断スペシャル（12月21日、サディスティックヴィレッジ）
- おっぱいの大きな保育士の皆さん! 童貞くんにピンクの乳首をチューチュー吸わせてもらえませんか? 母性溢れる授乳手コキでガチ勃起したち●ぽをそのまま聖母のお股にぬぷっっ! 素人子宮に童貞ザーメン中出しスペシャル!（12月22日、S級素人）
- 職場の同僚同士がお金の為にエアSEX!? 本番してる訳じゃないのに興奮した2人はリアルSEXでそのまま生中出し!!（12月29日、プレステージ）※「ひな」名義

2018年
- 結婚直前の蜜月、毎晩旦那さんに愛されて最高感度になっている新妻 2 ブライダルエステで油断したところに美人エステティシャンにレズプレイ仕掛けられたら気持ち良すぎてマシンバイブもすんなり受け入れる（1月11日、サディスティックヴィレッジ）
- 完全顔出しガチナンパ! しゃぶり顔美人の清楚女子大生の皆さんに童貞ち●ぽを喉奥イラマチオしてもらいました! よだれ汁垂らして興奮しているドM素人にそのままごっくん強要! ま●こにも連続生中出し!（1月26日、S級素人）
- 奴隷ソープに堕とされた人妻 20（2月1日、アタッカーズ）
- おひとり様肉食女子ナンパ! 肉好き女子はエッチも肉食系なのか!?（2月9日、プレステージ）※「みゆ」名義
- 奴隷ちゃん 見る見ると色に狂っていく清純少女のドM志願（3月2日、ワープエンタテインメント）
- 夜這いされ喘ぎ声を我慢しながら旦那の横で中出しまでされる人妻 12（3月15日、グローリークエスト）
- ちんシャブ乙女倶楽部 ごっくんスペシャル（6月8日、REAL）
- 人妻限定! 相席ラウンジで盛り上がったギャルママ2人組とラブホで2次会! ノリノリでハグチューしてたらそのまま一気に 泥酔乱交パーティーしちゃいました!!（6月25日、ナンパJAPAN）

#### 「白雪麻衣」名義
2018年
- 見知らぬ訪問者に睡眠薬を盛られ、目覚めると強制M字開脚拘束＆固定ダブル電マ責め! 味わったことのない快感と羞恥にイキ潮が止まらない隠れドスケベ女（7月6日、DOC）
- ※欲求不満妻、お貸しします。vol.01（9月14日、プレステージ）※「まほ」名義
- アナル丸見え キスで火が付いた素人妻の童貞チ○ポ筆下し!スパイダー騎乗位で初搾りで合計12発!（9月15日、ロータス）
- 波多野結衣様… 私の初レズを奪ってください。（9月26日、セレブの友）

### VR
- お仕事中に発情しちゃった美人ナースの中出しSEX検診（2017年9月21日、KMPVR）※「中村日咲」名義